# Rodrigo Aliendro
Rodrigo Germán Aliendro (Merlo, 16 febbraio 1991) è un calciatore argentino, centrocampista del Vélez Sarsfield.

## Caratteristiche tecniche
È un centrocampista centrale.

## Carriera
Cresciuto nelle giovanili del Chacarita Juniors, ha esordito il 20 marzo 2012 in occasione del match perso 3-1 contro l'Instituto (C).Nel 2013 è passato in prestito al Club Atlético Ituzaingó,giocando nella quarta serie del calcio Argentino.Lo stipendio percepito in queste categorie è estremamente basso ed è per questo che ha svolto altri lavoretti extra,in particolare il portapizze.
L'anno successivo è ritornato al Club Atlético Chacarita Juniors con cui ha ottenuto la promozione in Primera B Nacional e si è affermato tra i titolari della squadra.Nella stagione successiva  ha siglato 9 reti in 38 partite,attirando su di sé le attenzioni dei club della Primera División (Argentina). 

### Atletico Tucuman
Nel 2016 viene acquistato dall'Club Atlético Tucumán.Ha debuttato con i biancozzaurri il 14 Febbraio del medesimo anno,in occasione della vittoria per 1-0 alla Bombonera contro il Club Atlético Boca Juniors.
La prima rete nella massima serie è arrivata un mese più tardi,nel 3-0 contro l'Asociación Atlética Argentinos Juniors.
Il 23 Febbraio del 2017 ha realizzato uno dei 3 gol  grazie a cui il Colon ha battuto per 3-1 il Club Deportivo Popular Atlético Junior e ottenuto il pass per l'accesso ai gironi della Coppa Libertadores 2017.A fine anno,dopo le ottime prestazioni il club ha acquistato il 50% del suo cartellino dal Club Atlético Chacarita Juniors.Ha lasciato il club nel 2019,totalizzando in tutte le competizioni 116 presenze e realizzando 10 reti.

### Colon de Santa Fe
Nel Giugno del 2019 è stato acquistato dal Club Atlético Colón.Ha debuttato con i rossoneri in occasione della gara d'andata degli ottavi di finale della Coppa Sudamericana 2019,persa per 1-0 contro l'Asociación Atlética Argentinos Juniors.
Il primo gol lo ha siglato il 1 settembre 2019 contro il Club Atlético Rosario Central,valevole per la quinta giornata della Primera División (Argentina).
Il 5 Giugno 2021 ha vinto il primo trofeo in carriera,in seguito alla vittoria per 3-0 contro il Racing Club de Avellaneda,nella quale ha realizzato il gol del momentaneo 1-0,grazie a cui il Club Atlético Colón si è laureato,per la prima volta nella sua storia, campione dell'Argentina,vincendo la Copa de la Liga Profesional 2021.
Sotto la guida tecnica di Eduardo Domínguez ha espresso tutto il suo potenziale ed è diventato uno dei giocatori più importanti e determinanti della squadra e del campionato.
Nel 2022 è scaduto il suo contratto con il club santafesino.

### River Plate
Il 27 Gennaio 2022 ha firmato con il Club Atlético River Plate.
Ha debuttato con la "Banda" il 30 Giugno 2022 in occasione della sconfitta per 1-0 contro il Club Atlético Vélez Sarsfield valevole per gli Ottavi di Finale della Coppa Libertadores 2022,subentrando nella ripresa a José Paradela,ma costretto ad uscire anzitempo dal rettangolo di gioco per un duro colpo alla testa.

## Statistiche

### Presenze e reti nei club
Statistiche aggiornate al 25 giugno 2025.
| Stagione              | Squadra               | Campionato            | Campionato | Campionato | Coppe nazionali | Coppe nazionali | Coppe nazionali | Coppe continentali | Coppe continentali | Coppe continentali | Altre coppe | Altre coppe | Altre coppe | Totale | Totale | Totale |
| Stagione              | Squadra               | Comp                  | Pres       | Reti       | Comp            | Pres            | Reti            | Comp               | Pres               | Reti               | Comp        | Pres        | Reti        | Pres   | Reti   |        |
| --------------------- | --------------------- | --------------------- | ---------- | ---------- | --------------- | --------------- | --------------- | ------------------ | ------------------ | ------------------ | ----------- | ----------- | ----------- | ------ | ------ | ------ |
| 2011-2012             | Chacarita Juniors     | PBN                   | 2          | 0          | CA              | 1               | 0               | -                  | -                  | -                  | -           | -           | -           | 3      | 0      |        |
| 2012-2013             | Chacarita Juniors     | PBM                   | 3          | 0          | CA              | 2               | 1               | -                  | -                  | -                  | -           | -           | -           | 5      | 1      |        |
| 2013-2014             | Ituzaingó             | PDM                   | 32         | 3          | CA              | 0               | 0               | -                  | -                  | -                  | -           | -           | -           | 32     | 3      |        |
| 2014                  | Chacarita Juniors     | PBM                   | 10         | 1          | -               | -               | -               | -                  | -                  | -                  | -           | -           | -           | 10     | 1      |        |
| 2015                  | Chacarita Juniors     | PBN                   | 38         | 9          | CA              | 4               | 0               | -                  | -                  | -                  | -           | -           | -           | 42     | 9      |        |
| Totale Chacarita Jrs. | Totale Chacarita Jrs. | Totale Chacarita Jrs. | 53         | 10         |                 | 7               | 1               |                    | -                  | -                  |             | -           | -           | 60     | 11     |        |
| 2016                  | Atl. Tucumán          | PD                    | 8          | 3          | CA              | 0               | 0               | -                  | -                  | -                  | -           | -           | -           | 8      | 3      |        |
| 2016-2017             | Atl. Tucumán          | PD                    | 27         | 0          | CA              | 6               | 1               | CL+CS              | 9+4                | 1+0                | -           | -           | -           | 46     | 2      |        |
| 2017-2018             | Atl. Tucumán          | PD                    | 20         | 1          | CA              | 3               | 0               | CL                 | 10                 | 0                  | -           | -           | -           | 33     | 1      |        |
| 2018-2019             | Atl. Tucumán          | PD                    | 22         | 4          | CA+CdS          | 1+6             | 0               | -                  | -                  | -                  | -           | -           | -           | 29     | 4      |        |
| Totale Atl. Tucumán   | Totale Atl. Tucumán   | Totale Atl. Tucumán   | 77         | 8          |                 | 16              | 1               |                    | 23                 | 1                  |             | -           | -           | 116    | 10     |        |
| 2019-2020             | Colón (SF)            | PD                    | 11         | 1          | CA+CdS+CM       | 2+1+11          | 1+0+0           | CS                 | 6                  | 0                  | -           | -           | -           | 31     | 2      |        |
| 2021                  | Colón (SF)            | PD                    | 23         | 4          | CA+CdL          | 1+15            | 0+2             | -                  | -                  | -                  | TdC         | 1           | 0           | 40     | 6      |        |
| gen.-giu. 2022        | Colón (SF)            | PD                    | 4          | 0          | CA+CdL          | 2+14            | 0               | CL                 | 6                  | 0                  | -           | -           | -           | 26     | 0      |        |
| Totale Colón (SF)     | Totale Colón (SF)     | Totale Colón (SF)     | 38         | 5          |                 | 46              | 3               |                    | 12                 | 0                  |             | 1           | 0           | 97     | 8      |        |
| giu.-dic. 2022        | River Plate           | PD                    | 11         | 0          | CA              | 2               | 0               | CL                 | 2                  | 0                  | -           | -           | -           | 15     | 0      |        |
| 2023                  | River Plate           | PD                    | 21         | 1          | CA+CdL          | 2+9             | 0               | CL                 | 8                  | 2                  | TdC         | 1           | 0           | 41     | 3      |        |
| 2024                  | River Plate           | PD                    | 13         | 0          | CA+CdL          | 2+14            | 0               | CL                 | 7                  | 0                  | SA          | 1           | 1           | 37     | 1      |        |
| 2025                  | River Plate           | PD                    | 11+1       | 1          | CA              | 1               | 0               | CL                 | 2                  | 0                  | SI+CmC      | 0+1         | 0           | 16     | 1      |        |
| Totale River Plate    | Totale River Plate    | Totale River Plate    | 56+1       | 2          |                 | 30              | 0               |                    | 19                 | 2                  |             | 3           | 1           | 109    | 5      |        |
| Totale carriera       | Totale carriera       | Totale carriera       | 257        | 28         |                 | 99              | 5               |                    | 54                 | 3                  |             | 4           | 1           | 414    | 37     |        |

## Palmarès

### Club

#### Competizioni nazionali
- Copa de la Liga Profesional: 1

Colón (SF): 2021
- Campionato argentino: 1

River Plate: 2023
- Supercopa Argentina: 1

River Plate: 2023
- Trofeo de Campeones de la Liga Profesional: 1

River Plate: 2023